# Pantolacton
Pantolacton ist eine chemische Verbindung aus der Gruppe der substituierten Lactone.

## Isomere
Pantolacton enthält ein Stereozentrum, ist also chiral und kommt in zwei enantiomeren Formen, (R)-Pantolacton und (S)-Pantolacton, vor. Racemisches Pantolacton [Synonym: (RS)-Pantolacton] ist ein 1:1-Gemisch aus dem (R)- und dem (S)-Enantiomer. 
| Isomere von Pantolacton |                       |                 |
| Name                    | (S)-Pantolacton       | (R)-Pantolacton |
| Andere Namen            | (+)-Pantolacton       | (−)-Pantolacton |
| Strukturformel          |                       |                 |
| CAS-Nummer              | 5405-40-3             | 599-04-2        |
| CAS-Nummer              | 79-50-5 (Racemat)     |                 |
| EG-Nummer               | 626-470-2             | 209-963-3       |
| EG-Nummer               | 201-210-7 (Racemat)   |                 |
| ECHA-Infocard           | 100.149.096           | 100.009.059     |
| ECHA-Infocard           | 100.001.101 (Racemat) |                 |
| PubChem                 | 736053                | 439368          |
| PubChem                 | 989 (Racemat)         |                 |
| Wikidata                | Q117089368            | Q27102042       |
| Wikidata                | Q22829045 (Racemat)   |                 |

## Vorkommen
Pantolacton kommt in Wein und Sherryaroma vor.

## Gewinnung und Darstellung
(R)-Pantolacton wird durch Abbau von Pantothensäure oder durch enantioselektive Reduktion des entsprechenden Oxolactons erhalten. Beide Stereoisomere lassen sich durch Racemattrennung mit (R)- und (S)-Phenylethanamin getrennt isolieren.

## Eigenschaften
Pantolacton ist ein farbloser Feststoff, der löslich in Wasser ist. Die Verbindung ist leicht biologisch abbaubar. Die Hydrolyse-Halbwertszeit für DL-Lacton beträgt etwa ein Jahr bei einem pH-Wert von 4, 30 Tage bei einem pH-Wert von 7 und etwa 12 Tage bei einem pH-Wert von 9 (25 °C).

## Verwendung
Neben der Anwendung als chiraler Hilfsstoff  für diastereoselektive Diels-Alder-Reaktionen dient (R)-Pantolacton als Synthesebaustein aus dem sogenannten „chiral pool“ zum Beispiel für die Synthese von Bryostatin und den antibiotisch wirkenden Elfamycinen. Es wird in der Kosmetikindustrie auch als Feuchthaltemittel eingesetzt.